# فرودگاه استیجاری لیسبرگ

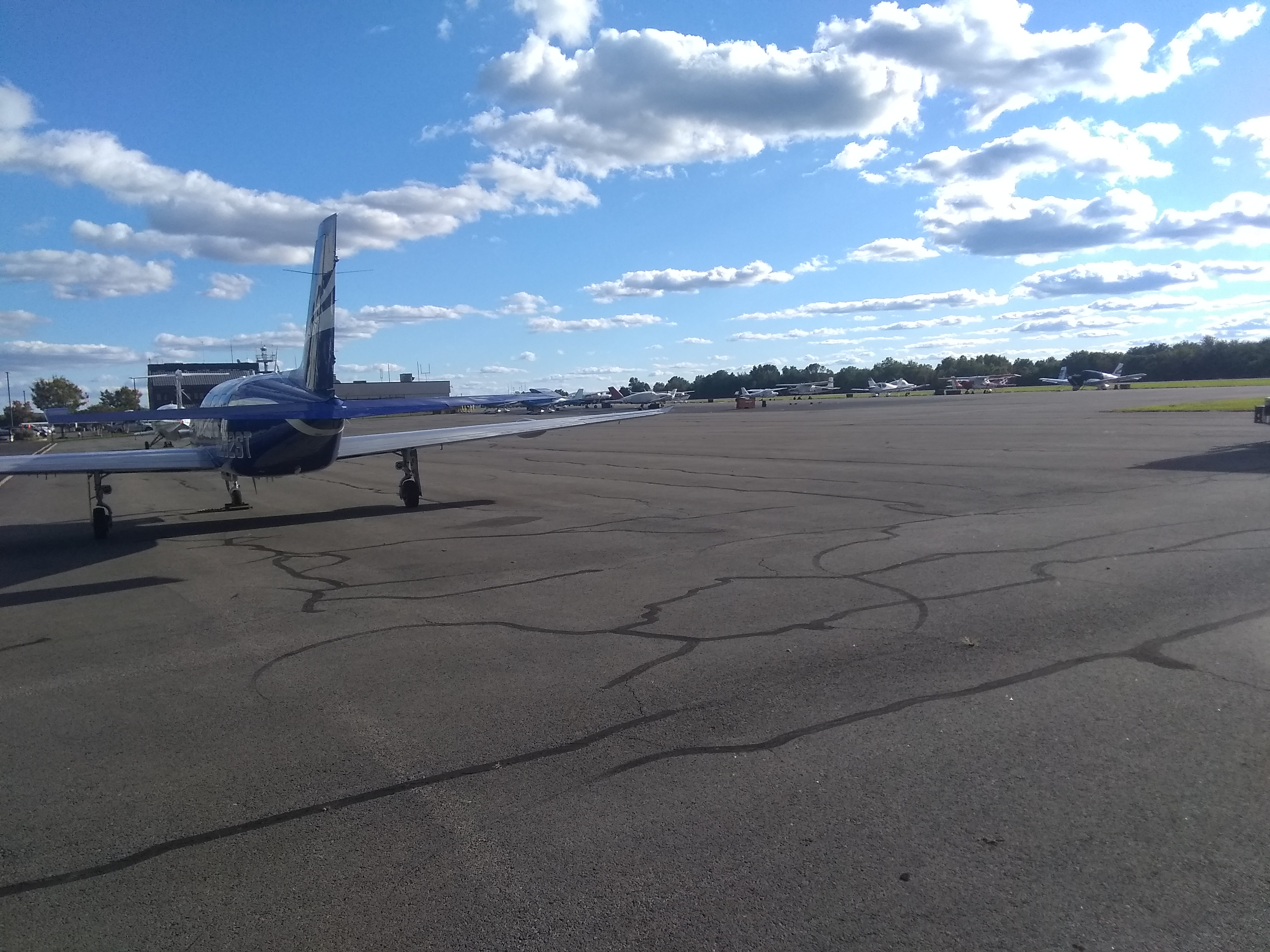
فرودگاه استیجاری لیسبرگ (۲۰۲۰)

فرودگاه استیجاری لیسبرگ (به انگلیسی: Leesburg Executive Airport) (به زبان بومی: Godfrey Field) یک فرودگاه همگانی بهره‌برداری هوایی با کد یاتا JYO است که یک باند فرود آسفالت دارد و طول باند آن ۱۶۷۶ متر است. این فرودگاه در کشور ایالات متحده آمریکا قرار دارد و در ارتفاع ۱۱۹ متری از سطح دریا واقع شده‌است.